# Ignacio González Gollaz
Ignacio González Gollaz (Amatitlán, 17 oktober 1929 - 24 januari 2019) was een Mexicaans politicus.
González Gollaz was afkomstig uit de staat Jalisco. Hij sloot zich aan bij de ultrakatholieke Nationaal Synarchistische Unie (UNS) en werd jeugdleider van die beweging. In de jaren 50 leidde hij de protesten tegen de autoritaire gouverneur Gonzalo N. Santos van San Luis Potosí. Van 1954 tot 1975 was hij directeur-generaal van de UNS en in 1975 richtte hij de Mexicaanse Democratische Partij (PDM) op en werd de eerste partijvoorzitter. González Gollaz was presidentskandidaat voor de PDM in 1982 en haalde 1,85% van de stemmen. Van 1984 tot 1986 en van 1987 tot 1991 was hij opnieuw partijvoorzitter.